# Дай лапу, Друже!
«Дай лапу, Друже!» — радянський художній чорно-білий фільм знятий на Кіностудії ім. М. Горького в 1967 році режисером  Іллею Гуріним. Прем'єра фільму відбулася 6 листопада 1967 року.

## Сюжет
Для дівчинки Тані вівчарка Друг стала справжнім другом. Собака завжди готова прийти на допомогу, якщо малятко втрачається, тоне чи хворіє. А одного разу пес допоміг затримати злодія.

## У ролях
- Ольга Бабкова —  Таня
- Валентина Бєляєва —  мати Тані
- Микола Лебедєв —  батько Тані, лікар «Швидкої допомоги»
- Олександр Соколов —  управдом
- Юрій Саранцев —  бригадир бригади по відлову бездоглядних собак
- Лев Любецький —  дільничний міліціонер, поруч з яким йде управдом
- Микола Смирнов —  інвалід в трамваї
- Л. Логовинська —  мати дівчинки, що загубилася
- Костянтин Барташевич —  власник ердельтер'єра на прізвисько «Джміль»
- Дмитро Масанов —  ветеринарний лікар
- Любов Ткачова —  подружка Тані
- Варвара Шурховецька — касирка в булочній

## Знімальна група
- Автори сценарію —  Юрій Герман, Лідія Острецова
- Режисер-постановник —  Ілля Гурін
- Оператор-постановник —  Борис Монастирський
- Оператор — Є. Давидов
- Художник-постановник —  Марія Фатєєва
- Художник-декоратор — Б. Кузовкін
- Композитор —  Марк Фрадкін
- Редактор —  Семен Клебанов
- Звукооператор —  Керім Аміров
- Монтаж —  Лідії Жучкова
- Грим — Є. Сухова
- Головний дресирувальник — Лідія Острецова
- Дресирувальники — В. Обрєзков, М. Масальський